# Hugo Holle
Hugo Holle (Zella-Melis, Turíngia, 25 de gener de 1890 - Stuttgart, 12 de desembre de 1942) musicòleg i professor de música alemany.
A Múnic va estudiar amb Max Reger i després a Bonn i es va assenyalar en el seu país com a compositor de lieder i musicòleg. Va dirigir la revista Neuen Muzikzeitung de Stuttgart, i va publicar els llibres que porten per títol Goethes Lyrik in Weisen deutscher Tonsetzer bis zur Gegenwart (1914) i Die Chorwerke Max reger (1922), aquesta última molt interessant per l'estudi del cant coral.